# 人拟腹盘吸虫
人雙口吸蟲（学名：Gastrodiscoides hominis）为腹盘科拟腹盘属的动物。分布于泰国、印度、马来西亚、俄罗斯以及中国大陆的江苏等地，营寄生生活，终末宿主人、猪、野猪、猴。猕猴、河狸鼠、短尾鼠等以及寄生于肠。